# Иванов-Барков, Евгений Алексеевич
Евгений Алексеевич Ивано́в-Барко́в (4 марта 1892, Кострома — 18 мая 1965, Москва) — советский кинорежиссёр и сценарист. Заслуженный артист РСФСР (1935). Народный артист Туркменской ССР (1952). Лауреат двух Сталинских премий второй степени (1941, 1949).

## Биография
Е. А. Иванов-Барков родился 21 февраля (4 марта) 1892 года в Костроме. В 1911—1915 годах учился в СХПУ. Работал как художник театра, затем кинофирмы «Русь», товарищества Харитонова, Скобелевского комитета, Московского кинокомитета. В 1918—1924 годах директор, затем начальник производства в «Госкино». В 1919 году вместе с В. Р. Гардиным и О. И. Преображенской участвовал в первой экспериментальной постановке Госкиношколы (экранизация фрагментов романа «Железная пята» Д. Лондона). Был художником фильмов «Из искры пламя» (1924—1925) и «Красный тыл» (1924). Дебютировал как режиссёр в 1925 году. С 1938 года работал на Ашхабадской киностудии (с 1945 года — художественный руководитель). Его творческая деятельность способствовала развитию туркменской национальной кинематографии, воспитанию национальных режиссёрских кадров.

Могила на Донском кладбище

Е. А. Иванов-Барков умер 18 мая 1965 года в Москве (по другим данным, в Ашхабаде). Похоронен на Донском кладбище (4 уч.).

## Фильмография
Говоря о таком режиссёре, как Е. Иванов-Барков, мы не можем не подчеркнуть ещё раз его большую роль в становлении туркменского кино. Один из старейших русских кинематографистов, он надолго связал свою творческую жизнь с далёкой среднеазиатской республикой. Он принёс на студию профессиональное мастерство, культуру. Он воспитал плеяду национальных киноактёров.— Х. Абул-Касымова — Искусство советского кино: 1941—1952. — М.: Искусство, 1975. — стр. 255

### Режиссёр
- 1925 — Морока (совместно с Ю. В. Таричем)
- 1927 — Мабул (по повести Шолома-Алейхема «Потоп»)
- 1927 — Яд
- 1927 — Против воли отцов
- 1928 — Герои домны (по повести Н. Н. Ляшко «Доменная печь»)
- 1930 — Иуда
- 1936 — Наместник Будды
- 1940 — Дурсун
- 1941 — Прокурор (совместно с Б. Я. Казачковым)
- 1948 — Далёкая невеста
- 1955 — Шарф любимой
- 1957 — Особое поручение (совместно с А. Карлиевым)

### Сценарист
- 1913 — Трёхсотлетие царствования дома Романовых
- 1926 — Лесная быль
- 1927 — Яд (совместно с А. В. Луначарским)
- 1928 — Герои домны
- 1955 — Шарф любимой

## Награды и премии
- Сталинская премия второй степени (1941) — за фильм «Дурсун» (1940)
- Сталинская премия второй степени (1949) — за фильм «Далёкая невеста» (1948)[2]
- Заслуженный артист РСФСР (1935)
- Заслуженный деятель искусств Туркменской ССР (1 октября 1948)
- Народный артист Туркменской ССР (10 марта 1952)
- Орден Трудового Красного Знамени (6 марта 1950 года) — за выдающиеся заслуги в развитии советской кинематографии, в связи с 30-летием[3]